# 14961 д'Отерош
14961 д'Отерош (14961 d'Auteroche) — астероїд головного поясу, відкритий 8 червня 1996 року.
Тіссеранів параметр щодо Юпітера — 3,471.